# Istituto superiore per la conservazione ed il restauro
Istituto superiore per la conservazione ed il restauro prvotno zvan Istituto Centrale di Restauro je vodeća talijanska institucija za konzerviranje restauriranje kulturne baštine. Utemeljen je 1939. godine u Rimu.
Od 1944. godine pri institutu postoji i škola za obuku restauratora. Voditelj instituta bio je i Cesare Brandi,jedan od sve do danas najznačajnijih teoretičara konzerviranja restauriranja.

## Vanjske poveznice
- Službena stranica instituta  Arhivirana inačica izvorne stranice od 15. lipnja 2011. (Wayback Machine)